# Myndus beduina
Myndus beduina är en insektsart som beskrevs av Melichar 1899. Myndus beduina ingår i släktet Myndus och familjen kilstritar.
Artens utbredningsområde är Tunisien. Inga underarter finns listade i Catalogue of Life.